# Jean II d'Anhalt-Zerbst
 (juillet 2023).
Jean II d'Anhalt-Zerbst (mort le 11 avril 1382) est un prince allemand de la maison d'Ascanie souverain de la principauté d'Anhalt-Zerbst de 1362 à sa mort.

## Biographie
Jean II est le plus jeune fils d'Albert II d'Anhalt-Zerbst, et de sa seconde épouse Beatrice, fille de Rodolphe Ier de Saxe duc de Saxe-Wittenberg et Prince électeur de Saxe.
La mort de son frère aîné Albert III en 1359 fait de  Jean le seul héritier de son père car son autre frère aîné Rodolphe (mort le 3 septembre 1365) a été ordonné prêtre. Il devient chanoine de la cathédrale de Magdebourg et évêque de Schwerin en 1365.
En 1362, Jean II hérite de la principauté d'Anhalt-Zerbst, mais tout d'abord conjointement avec son oncle Valdemar Ier jusqu'à sa mort en 1368, puis avec son cousin-germain Valdemar II, qui meurt sans descendance moins de quatre ans plus tard en 1371. Après la mort de ce cousin Jean II devient le seul souverain d'Anhalt-Zerbst.

## Union et postérité
En 1366 Jean épouse  Elisabeth (morte à Dessau, après le 20 janvier 1420), fille de Jean Ier, Comte de Henneberg-Schleusingen. Ils ont quatre enfants:
- Agnès (morte avant le 5 juillet 1392), épouse avant  23 septembre 1382  Burchard de Schraplau ;
- Sigismond Ier, prince d'Anhalt-Zerbst, plus tard d'Anhalt-Dessau ;
- Albert IV, prince d'Anhalt-Zerbst, plus tard d'Anhalt-Köthen ;
- Valdemar III d'Anhalt-Zerbst.